# هانس مدرف
هانس مدرف (آلمانی: Hans Modrow؛ زادهٔ ۲۷ ژانویهٔ ۱۹۲۸ – درگذشتهٔ ۱۰ فوریهٔ ۲۰۲۳) یک سیاست‌مدار اهل آلمان بود. وی از ۱۸ نوامبر ۱۹۸۹ تا ۱۲ آوریل ۱۹۹۰ نخست‌وزیر آلمان شرقی بود.

## زندگی سیاسی
هانس مدرف، آخرین نخست‌وزیر کمونیست آلمان شرقی بود که برای نقش خود در اصلاحات دموکراتیک و اتحاد دو آلمان شناخته می‌شد. وی چهار روز پس فرو ریختن دیوار برلین به قدرت رسید. مدرف که حامی اصلاحات میخائیل گورباچف در شوروی بود، پیش از رسیدن به قدرت تحت نظر پلیس مخفی آلمان شرقی بود که قصد داشت پرونده‌ای با اتهام خیانت علیه او به کار بیندازد.
هانس مدرف در آغاز نسبت به اتحاد با آلمان غربی محتاط بود. اما کمی بعد طرحی برای آلمان واحد ارائه کرد. عملکرد مدرف به رغم نقش محوری در دوران گذار از آلمان شرقی و اتحاد دو آلمان مورد انتقاد بود. مدرف بعدتر فعالیت سیاسی خود را به عنوان نماینده در پارلمان آلمان متحد و بعدتر نماینده پارلمان اروپا ادامه داد.
هانس مدرف در ۱۰ فوریه ۲۰۲۳ در سن ۹۵ سالگی در برلین درگذشت.